# Čečehov
Čečehov és un poble i municipi d'Eslovàquia. Es troba a la regió de Košice, a l'est del país. El 2017 tenia 384 habitants.

## Història
La primera referència escrita de la vila data del 1410.

## Demografia
| Godina             | 1994 | 2004    | 2014   | 2024   |
| ------------------ | ---- | ------- | ------ | ------ |
| Nombre de persones | 273  | 341     | 372    | 388    |
| Diferència         |      | +24,90% | +9,09% | +4,30% |

| Godina             | 2023 | 2024 |
| ------------------ | ---- | ---- |
| Nombre de persones | 388  | 388  |
| Diferència         |      | +0%  |